# Omari Williams
Omari Williams (Birmingham, 4 maggio 1996) è un giocatore di football americano statunitense, che gioca come safety per i Rhein Fire.
Dopo aver giocato per la squadra universitaria statunitense dei Samford Bulldogs, nel 2019 si trasferisce ai tedeschi Dresden Monarchs e nel 2021 in ELF, prima con i Frankfurt Galaxy e poi con i Rhein Fire.

## Palmarès
- 3 ELF Championship (Frankfurt Galaxy, 2021; Rhein Fire, 2023, 2024)